# Prem'er-Liga 2010
La Prem'er-Liga 2010 è stata la diciannovesima edizione della massima serie del campionato russo di calcio. La stagione è iniziata il 12 marzo 2010 e si è conclusa il 29 novembre 2010. Il campionato è stato vinto dallo Zenit San Pietroburgo con due giornate di anticipo. Capocannoniere del torneo è stato Welliton, calciatore dello Spartak Mosca, con 19 reti.

## Stagione

### Novità
Dalla Prem'er-Liga 2009 erano stati retrocessi il Kuban' e il Chimki, mentre dalla Pervyj divizion 2009 erano stati promossi l'Anži e il Sibir'.
Il 5 febbraio 2010 la Norilsk Nickel, proprietaria e principale sponsor dell'FK Mosca, annunciò che non avrebbe iscritto la squadra al campionato di Prem'er-Liga. Il 17 febbraio 2010 la federazione russa annunciò l'esclusione dell'FK Mosca dalla Prem'er-Liga e il conseguente ripescaggio dell'Alanija Vladikavkaz, terzo classificato nella Pervyj divizion 2009.

### Formula
Le sedici squadre partecipanti si sono affrontate in un girone all'italiana con partite di andata e ritorno per un totale di 30 giornate. La prima classificata al termine della stagione regolare era designata campione di Russia e ammessa alla fase a gironi della UEFA Champions League 2011-2012, assieme alla seconda classificata. La terza classificata veniva ammessa al terzo turno di qualificazione della UEFA Champions League. Le squadre quarta e quinta classificate venivano ammessa in UEFA Europa League 2011-2012, assieme alla vincitrice della Coppa di Russia. Le ultime due classificate erano retrocesse in Pervenstvo Futbol'noj Nacional'noj Ligi, nuova denominazione della seconda serie.

## Squadre partecipanti
| Squadra                | Stagione | Città           | Stadio                          | Stagione 2009               |
| ---------------------- | -------- | --------------- | ------------------------------- | --------------------------- |
| Alanija Vladikavkaz    | dettagli | Vladikavkaz     | Respublikanskij stadion Spartak | 3º posto in Pervyj divizion |
| Amkar Perm'            | dettagli | Perm'           | Stadio Zvezda                   | 12º posto in Prem'er-Liga   |
| Anži                   | dettagli | Machačkala      | Stadio Dinamo                   | 1º posto in Pervyj divizion |
| CSKA Mosca             | dettagli | Mosca           | Arena Chimki                    | 5º posto in Prem'er-Liga    |
| Dinamo Mosca           | dettagli | Mosca           | Arena Chimki                    | 8º posto in Prem'er-Liga    |
| Kryl'ja Sovetov Samara | dettagli | Samara          | Stadio Metallurg (Samara)       | 10º posto in Prem'er-Liga   |
| Lokomotiv Mosca        | dettagli | Mosca           | Stadio Lokomotiv                | 4º posto in Prem'er-Liga    |
| Rostov                 | dettagli | Rostov sul Don  | Stadio Olimp-2                  | 14º posto in Prem'er-Liga   |
| Rubin                  | dettagli | Kazan'          | Stadio Centrale di Kazan'       | Campione di Russia          |
| Saturn                 | dettagli | Ramenskoe       | Saturn Stadium                  | 7º posto in Prem'er-Liga    |
| Sibir'                 | dettagli | Novosibirsk     | Stadio Spartak                  | 2º posto in Pervyj divizion |
| Spartak Mosca          | dettagli | Mosca           | Stadio Lužniki                  | 2º posto in Prem'er-Liga    |
| Spartak-Nal'čik        | dettagli | Nal'čik         | Stadio Spartak                  | 11º posto in Prem'er-Liga   |
| Terek Groznyj          | dettagli | Groznyj         | Stadio Sultan Bilimkhanov       | 13º posto in Prem'er-Liga   |
| Tom' Tomsk             | dettagli | Tomsk           | Stadio Trud                     | 9º posto in Prem'er-Liga    |
| Zenit San Pietroburgo  | dettagli | San Pietroburgo | Stadio Petrovskij               | 3º posto in Prem'er-Liga    |

## Classifica finale
|  | Pos. | Squadra                | Pt | G  | V  | N  | P  | GF | GS | DR  |
|  | ---- | ---------------------- | -- | -- | -- | -- | -- | -- | -- | --- |
|  | 1.   | Zenit San Pietroburgo  | 68 | 30 | 20 | 8  | 2  | 61 | 21 | +40 |
|  | 2.   | CSKA Mosca             | 62 | 30 | 18 | 8  | 4  | 51 | 22 | +29 |
|  | 3.   | Rubin                  | 58 | 30 | 15 | 13 | 2  | 37 | 16 | +21 |
|  | 4.   | Spartak Mosca          | 49 | 30 | 13 | 10 | 7  | 43 | 33 | +10 |
|  | 5.   | Lokomotiv Mosca        | 48 | 30 | 13 | 9  | 8  | 34 | 29 | +5  |
|  | 6.   | Spartak-Nal'čik        | 44 | 30 | 12 | 8  | 10 | 40 | 37 | +3  |
|  | 7.   | Dinamo Mosca           | 40 | 30 | 9  | 13 | 8  | 38 | 31 | +7  |
|  | 8.   | Tom' Tomsk             | 37 | 30 | 10 | 7  | 13 | 35 | 43 | -8  |
|  | 9.   | Rostov                 | 34 | 30 | 10 | 4  | 16 | 27 | 44 | -17 |
|  | 10.  | Saturn                 | 34 | 30 | 8  | 10 | 12 | 27 | 38 | -11 |
|  | 11.  | Anži                   | 33 | 30 | 9  | 6  | 15 | 29 | 39 | -10 |
|  | 12.  | Terek Groznyj          | 33 | 30 | 8  | 9  | 13 | 28 | 34 | -6  |
|  | 13.  | Kryl'ja Sovetov Samara | 31 | 30 | 7  | 10 | 13 | 28 | 40 | -12 |
|  | 14.  | Amkar Perm'            | 30 | 30 | 8  | 6  | 16 | 24 | 35 | -11 |
|  | 15.  | Alanija Vladikavkaz    | 30 | 30 | 7  | 9  | 14 | 25 | 41 | -16 |
|  | 16.  | Sibir'                 | 20 | 30 | 4  | 8  | 18 | 34 | 58 | -24 |

Legenda:
      Campione di Russia e ammessa alla UEFA Champions League 2011-2012.
      Ammessa alla UEFA Champions League 2011-2012.
      Ammessa alla UEFA Europa League 2011-2012.
      Retrocesse in PFN Ligi 2011-2012.
Note:
Tre punti a vittoria, uno a pareggio, zero a sconfitta.
In caso di arrivo di due o più squadre a pari punti, la graduatoria è stata stilata considerando il numero di vittorie totali.
Il Saturn si è successivamente ritirato dal campionato, non iscrivendosi alla Prem'er-Liga 2011-2012, per poi sciogliersi come società.

## Risultati
|                       | Zen  | CSK  | Rub  | SpM  | LoM  | SpN  | DiM  | Tom  | Ros  | Sat  | Anž  | Ter  | Kry  | Amk  | Ala  | Sib  |
| --------------------- | ---- | ---- | ---- | ---- | ---- | ---- | ---- | ---- | ---- | ---- | ---- | ---- | ---- | ---- | ---- | ---- |
| Zenit San Pietroburgo | –––– | 1-3  | 2-0  | 1-1  | 1-0  | 3-1  | 1-1  | 2-0  | 5-0  | 6-1  | 2-1  | 0-0  | 0-0  | 2-0  | 3-0  | 2-0  |
| CSKA Mosca            | 0-2  | –––– | 0-0  | 3-1  | 1-1  | 1-2  | 0-0  | 3-1  | 2-0  | 1-1  | 4-0  | 4-1  | 4-3  | 1-0  | 2-1  | 1-0  |
| Rubin Kazan'          | 2-2  | 0-1  | –––– | 1-1  | 2-0  | 1-1  | 2-0  | 2-1  | 2-1  | 2-0  | 0-0  | 0-0  | 3-0  | 3-0  | 1-0  | 1-0  |
| Spartak Mosca         | 1-0  | 1-2  | 0-1  | –––– | 2-1  | 0-0  | 0-1  | 4-2  | 2-1  | 2-1  | 3-0  | 2-1  | 0-0  | 2-2  | 3-0  | 5-3  |
| Lokomotiv Mosca       | 0-3  | 1-0  | 0-0  | 2-3  | –––– | 1-0  | 3-2  | 2-1  | 0-1  | 0-1  | 2-1  | 2-1  | 3-0  | 2-0  | 3-0  | 1-1  |
| Spartak-Nal'čik       | 2-3  | 1-1  | 1-1  | 0-2  | 1-1  | –––– | 1-0  | 2-1  | 5-2  | 2-0  | 1-3  | 2-1  | 1-0  | 2-1  | 2-1  | 4-2  |
| Dinamo Mosca          | 1-2  | 0-0  | 2-2  | 1-1  | 3-0  | 0-3  | –––– | 0-0  | 3-2  | 1-0  | 4-0  | 3-1  | 1-1  | 1-1  | 2-0  | 4-1  |
| Tom' Tomsk            | 0-0  | 0-3  | 0-1  | 2-2  | 1-1  | 1-0  | 1-0  | –––– | 3-1  | 2-2  | 1-4  | 2-1  | 1-1  | 1-0  | 1-1  | 3-2  |
| Rostov                | 1-3  | 1-0  | 0-2  | 1-0  | 1-2  | 1-1  | 1-1  | 0-2  | –––– | 1-0  | 1-0  | 1-0  | 1-2  | 2-1  | 0-1  | 0-1  |
| Saturn                | 0-1  | 1-1  | 0-0  | 0-0  | 0-1  | 3-1  | 3-2  | 1-2  | 0-2  | –––– | 1-0  | 1-0  | 1-1  | 2-2  | 1-1  | 1-1  |
| Anži                  | 3-3  | 1-2  | 0-1  | 0-1  | 0-1  | 0-0  | 1-1  | 1-0  | 1-2  | 1-2  | –––– | 1-0  | 0-0  | 1-0  | 2-0  | 1-0  |
| Terek Groznyj         | 0-0  | 0-3  | 1-1  | 2-0  | 0-0  | 1-1  | 1-1  | 1-0  | 1-1  | 2-0  | 1-3  | –––– | 2-0  | 1-0  | 2-0  | 1-1  |
| Kryl'ja Sovetov       | 0-1  | 0-1  | 0-2  | 0-0  | 0-0  | 2-0  | 1-0  | 2-3  | 1-2  | 2-1  | 3-0  | 1-3  | –––– | 1-1  | 1-0  | 1-1  |
| Amkar Perm'           | 0-2  | 0-0  | 0-1  | 0-2  | 1-2  | 3-1  | 0-1  | 2-1  | 1-0  | 0-1  | 1-0  | 2-0  | 2-1  | –––– | 1-0  | 3-1  |
| Alanija Vladikavkaz   | 1-3  | 1-3  | 1-1  | 5-2  | 0-0  | 1-0  | 0-0  | 2-1  | 0-0  | 1-1  | 0-0  | 2-1  | 2-3  | 0-0  | –––– | 2-1  |
| Sibir'                | 2-5  | 1-4  | 2-2  | 0-0  | 2-2  | 0-2  | 2-2  | 0-1  | 2-0  | 0-1  | 2-4  | 0-2  | 4-1  | 1-0  | 1-2  | –––– |

## Statistiche e record

### Capoliste solitarie
|    | ——  | ——              | ——              | ——              | ——              | ——              | ——              | ——    | ——    | ——    | ——    | ——    | ——    | ——    | ——    | ——    | ——    | ——    | ——    | ——    | ——    | ——    | ——    | ——    | ——    | ——    | ——    | ——    | ——    | —— |  |
|    | Rub | Spartak-Nal'čik | Spartak-Nal'čik | Spartak-Nal'čik | Spartak-Nal'čik | Spartak-Nal'čik | Spartak-Nal'čik | Zenit | Zenit | Zenit | Zenit | Zenit | Zenit | Zenit | Zenit | Zenit | Zenit | Zenit | Zenit | Zenit | Zenit | Zenit | Zenit | Zenit | Zenit | Zenit | Zenit | Zenit | Zenit |    |  |
|    |     |                 |                 |                 |                 |                 |                 |       |       |       |       |       |       |       |       |       |       |       |       |       |       |       |       |       |       |       |       |       |       |    |  |
|    |     |                 |                 |                 |                 |                 |                 |       |       |       |       |       |       |       |       |       |       |       |       |       |       |       |       |       |       |       |       |       |       |    |  |
| 1ª | 2ª  | 3ª              | 4ª              | 5ª              | 6ª              | 7ª              | 8ª              | 9ª    | 10ª   | 11ª   | 12ª   | 13ª   | 14ª   | 15ª   | 16ª   | 17ª   | 18ª   | 19ª   | 20ª   | 21ª   | 22ª   | 23ª   | 24ª   | 25ª   | 26ª   | 27ª   | 28ª   | 29ª   | 30ª   |    |  |

### Classifica marcatori
| Gol |  |  | Giocatore          | Squadra                    |
| --- |  |  | ------------------ | -------------------------- |
| 19  |  |  | Welliton           | Spartak Mosca              |
| 14  |  |  | Oleksandr Alijev   | Lokomotiv Mosca            |
| 14  |  |  | Sjarhej Karnilenka | Rubin (3), Tom' Tomsk (11) |
| 13  |  |  | Aleksandr Keržakov | Zenit San Pietroburgo      |
| 10  |  |  | Vladimir Djadjun   | Spartak-Nal'čik            |
| 10  |  |  | Danny              | Zenit San Pietroburgo      |
| 10  |  |  | Artëm Dzjuba       | Tom' Tomsk                 |
| 9   |  |  | Kevin Kurányi      | Dinamo Mosca               |
| 9   |  |  | Šamil' Asil'darov  | Terek Groznyj              |
| 9   |  |  | Vágner Love        | CSKA Mosca                 |